# Julella taxodii
Julella taxodii är en lavart som beskrevs av R. C. Harris. Julella taxodii ingår i släktet Julella och familjen Thelenellaceae.   Inga underarter finns listade i Catalogue of Life.